# Morgan Schneiderlin
Morgan Fernand Gérard Schneiderlin (født 8. november 1989 i Obernai, Frankrig) er en fransk professionel fodboldspiller, der spiller som defensiv midtbanespiller for Super League Greece-klubben Kifisia.

## Karriere
Schneiderlin spillede som ungdomsspiller, og de første år af sin seniorkarriere hos den franske klub RC Strasbourg. I juni 2008 blev han solgt til Southampton, der på daværende tidspunkt lå i den næstbedste engelske række for en pris på omkring 1,2 millioner britiske pund.
Schneiderlin debuterede for Southampton den 9. august samme år, og var i 2012 med til at føre holdet til oprykning til Premier League.

### Manchester United F.C.
Det blev offentliggjort den 13. juli 2015, at Manchester United F.C. havde skrevet under på en kontrakt med Schneiderlin for en pris på £24 millioner, med mulighed for at stige £27 millioner. Han skrev under på en fireårig kontrakt med mulighed for en etårig forlængelse.

## International karriere
Schneiderlin har (pr. juni 2014) spillet to kampe for Frankrigs landshold. Ikke desto mindre blev han af landstræner Didier Deschamps udtaget til den franske trup VM i 2014 i Brasilien.